# Чиркова, Елена Александровна
Елена Александровна Чиркова (род. 6 декабря 1994, Первоуральск, Свердловская область) — российская и румынская биатлонистка, неоднократная чемпионка России. Мастер спорта России.

## Биография
Начала заниматься биатлоном в ДЮСШ г. Первоуральска, первый тренер — Николай Семёнович Тарбеев. В первой половине 2010-х годов выступала за Тюменскую область, тренеры — С. С. Шестов, Е. А. Панков. С 2017 года представляет Красноярский край, тренер — Л. П. Панова.

### Юниорская карьера
В 2012 году стала двукратной победительницей первенства России среди старших девушек (до 19 лет) в спринте и гонке преследования. Была победительницей и призёром ряда других соревнований среди юниоров. В 2018 году одержала победу в спринте на Всероссийской зимней Универсиаде и стала бронзовым призёром в гонке преследования.
Входила в состав юниорской сборной России, но в крупных международных соревнованиях участия не принимала.

### Взрослая карьера
В 2016 году стала чемпионкой России в командной гонке и серебряным призёром в гонке патрулей. В 2018 году завоевала золото в гонке патрулей и бронзу в командной гонке. В сезоне 2018-2019 гг. замкнула 10-ку лучших в индивидуальной гонке Чемпионата России, в командной гонке завоевала золото, в масс-старте на Чемпионате России заняла 8-е место. В эстафете Чемпионата России командой завоевали бронзовые медали.
23 августа 2020 года стало известно, что Чиркова, наряду с Анатолием Оськиным и Анастасией Толмачёвой, будет представлять Румынию. 27 ноября 2020 года стало известно она включена основной состав сборной.